# Pedaria minima
Pedaria minima är en skalbaggsart som beskrevs av Josso och Prévost 2003. Pedaria minima ingår i släktet Pedaria och familjen bladhorningar. Inga underarter finns listade i Catalogue of Life.